# Andreas Conradi
Andreas Conradi (* 13. Oktober 1596 in Zwickau; † 3. Juni 1667 ebenda) war ein deutscher Jurist und Stadtvogt.

## Leben und Wirken
Er war der Sohn des Tuchmachers, Ratsmitglieds und Stadtvogts Michael Conradi in Zwickau. Auch sein Großvater Michael Conradi war Ratsmitglied und Stadtvogt in Zwickau. Nach dem Schulbesuch in Zwickau studierte er ab 1617 an der Universität Wittenberg, wechselte dann nach Jena und danach nach Frankfurt am Main. Dort promovierte er am 29. Juli 1622. Nach seiner Rückkehr arbeitete er als Jurist in Zwickau und heiratete am 3. September 1627 die Tochter des Zwickauer Bürgermeisters Christoph Seeling, die kurz darauf starb. 1629 heiratete er zum zweiten Mal Sibylla geb. Reyher, die den Sohn Georg Andreas Conradi zur Welt brachte und 1633 starb, woraufhin er 1635 in Altenburg Maria Ritz aus Leipzig heiratete. Aus dieser Ehe ging der Sohn Johann Gerhard Conradi hervor, der in Zwickau Stadtschreiber wurde. 1646 heiratete Conradi zum vierten Mal, diesmal die Tochter des Gerichtsverwalters Johann Schneidewein aus Neuschönfels.
Conradi wurde 1652 in den städtischen Rat gewählt und 1654 zum Stadtvogt von Zwickau ernannt. Als solcher war er bis zu seinem Tod tätig und unterstützte in dieser Zeit während der Pest zahlreiche verarmte Stadtbürger Zwickaus.
Die bei Conradis Begräbnis 1667 gehaltene Leichenpredigt erschien gemeinsam mit der seiner Ehefrau in Druck. Darin werden seine Verdienste um Zwickau besonders gewürdigt.